# Epicypta arapascoi
Epicypta arapascoi är en tvåvingeart som beskrevs av Lane 1954. Epicypta arapascoi ingår i släktet Epicypta och familjen svampmyggor. Inga underarter finns listade i Catalogue of Life.